# Walter Hennig
Walter Hennig (* 1903 in Zöblitz; † 4. September 1965 in Pforzheim) war ein deutscher Kirchenmusiker und Komponist.

## Leben
Walter Hennig wurde schon im Alter von neun Jahren aufgrund seiner überdurchschnittlichen musikalischen Begabung in den Leipziger Thomanerchor aufgenommen. Unter den damaligen Thomaskantoren Gustav Schreck und Karl Straube sang er bei zahlreichen Aufführungen im In- und Ausland mit.
Seine erste Stelle erhielt Hennig als Kantor in Zwickau. Von dort ging er nach Leipzig und 1933 nach Pforzheim, wo er bis zu seinem Tode als Kantor, Kirchenmusikdirektor und Landesobmann des Evangelischen Kirchenmusikerverbandes tätig war.
Neben zahlreichen Choralvorspielen und -bearbeitungen widmete sich Walter Hennig der Komposition von ökumenischen Chorsätzen, Kantaten für die verschiedensten Besetzungen und Volksliedern.

## Werke (Auswahl)
- Herzlich tut mich erfreuen. Ein- bis sechsstimmiger gemischter Chor, Gemeinde, Orgel. Verlag Merseburger, Kassel
- Halleluja Gott dem Herrn. Ein- bis vierstimmiger gemischter Chor, zwei Posaunen, zwei Trompeten, Pk, Gemeinde. Verlag Merseburger, Kassel
- Wir Christenleut haben jetztund Freud. Dreistimmiger gemischter Chor, Gemeinde, zwei Trompeten, zwei Posaunen, Orgel. Verlag Merseburger, Kassel
- Sonate. Orgel, vierstimmige Bläser. Verlag Merseburger, Kassel